# جان نوبل
جان نوبل (به انگلیسی: John Noble) (زاده ۲۰ آگوست ۱۹۴۸ پورت پیری) بازیگر و کارگردان تئاتر استرالیایی است که به واسطهٔ بازی در نقش دنه‌تور در سه گانهٔ ارباب حلقه‌ها به به شهرت جهانی رسیده‌است. بیش از ۸۰ اثر او در تئاتر‌های مختلف به نمایش درآمده است. وی همچنین با بازی در نقش والتر بیشاپ در مجموعه فرینج نیز شناخته می‌شود
او همچنین نقش دکتر جان مدسن را از سال ۱۹۹۸ تا ۲۰۰۴ در سریال پرستاران بر عهده داشته‌است.
از فیلم‌های معروف او می‌توان به بازی در فیلم‌های دویدن از ترس و ماسک میمون اشاره کرد و همچنین وی صداپیشگی شخصیت مترسگ را در بازی ویدئویی بتمن شوالیه ارکام بر عهده داشت.

## زندگی شخصی
جان نوبل در آمریکا همراه با همسرش پنی نوبل زندگی می‌کند. آن‌ها ۳ فرزند با نام‌های: دنیل نوبل، جس نوبل و همچنین سامانتا نوبل دارند. سامانتا نوبل بازیگر است و به عنوان بازیگر مهمان در قسمت ۲۱ فصل چهارم فرینج ظاهر شده‌است.
از تفریحات وی می‌توان به نقاشی کردن و گوش دادن به موسیقی اشاره کرد.".